# Тагылдат
Тагылдат — река в России, протекает по Тегульдетскому и Енисейскому районам Томской области, Красноярском крае. Устье реки находится в 129 км по левому берегу реки Малая Еловая. Длина реки составляет 24 км.

## Данные водного реестра
По данным государственного водного реестра России относится к Верхнеобскому бассейновому округу, водохозяйственный участок реки — Кеть, речной подбассейн реки — бассейн притоков (Верхней) Оби от Чулыма до Кети. Речной бассейн реки — (Верхняя) Обь до впадения Иртыша.